# Чемберс, Шерил
Шерил Чемберс (англ. Cheryl Chambers; род. 18 апреля 1968 в Мельбурне, Виктория, Австралия) — австралийская профессиональная баскетболистка, выступала в женской национальной баскетбольной лиге. Чемпионка женской НБЛ (1984). После окончания спортивной карьеры возглавила тренерский штаб родной команды «Буллин Бумерс», которой руководила на протяжении восьми сезонов, дойдя с ней до большого финала в 2009 году. После руководила командой «Сидней Юни Флэймз», которую привела к чемпионству в 2017 году. Трижды признавалась лучшим тренером женской НБЛ (2005, 2009, 2017). В настоящее время является главным тренером клуба «Саутсайд Флайерз», с которым также выиграла титул в 2020 и 2024 годах.

## Ранние годы
Шерил Чемберс родилась в 1968 году в городе Мельбурн (штат Виктория).